# Diplodocus
A Diplodocus (nevének jelentése: „dupla gerenda”) a diplodocoidea sauropoda dinoszauruszok egyik neme, melynek legelső fosszíliáját Samuel Wendell Williston fedezte fel 1877-ben. A nem nevét Othniel Charles Marsh alkotta meg 1878-ban az állat jellegzetes csontjai alapján, melyeket kezdetben egyedinek hittek, ám később a Diplodocidae család más tagjainál és egyéb sauropodáknál, például a Mamenchisaurusnál is rájuk találtak.
A Diplodocus a mai Észak-Amerika nyugati részén élt a késő jura időszakban. Maradványai a gyakoribb dinoszaurusz fosszíliák közé tartoznak a Morrison-formáció felső részén, ami a kimmeridge-i–tithon korszakok idején, mintegy 147-150 millió évvel ezelőtt lerakódott sekély tengeri és ártéri (alluviális) üledékből áll. A Morrison-formáció egy olyan környezet és időszak nyomait őrizte meg, amit a Camarasaurushoz, a Barosaurushoz, az Apatosaurushoz és a Brachiosaurushoz hasonló óriás sauropoda dinoszauruszok uraltak.
A Diplodocus, klasszikus dinoszaurusz formája, hosszú nyaka és farka, valamint erős lábai miatt a legkönnyebben azonosítható dinoszauruszok közé tartozik. Éveken át a leghosszabb ismert dinoszaurusznak számított. Nagy mérete elrettenthette az olyan ragadozókat, mint az Allosaurus és a Ceratosaurus, melyek maradványait ugyanazokban a rétegekben találták meg, ami azt jelzi, hogy együtt éltek a Diplodocusszal. Hosszú farkát akár nagy ragadozók ellen is bevethette, egy csapása még a támadó halálát is okozhatta. Emiatt nevezik öreg ostor farkúnak is.

## Anatómia

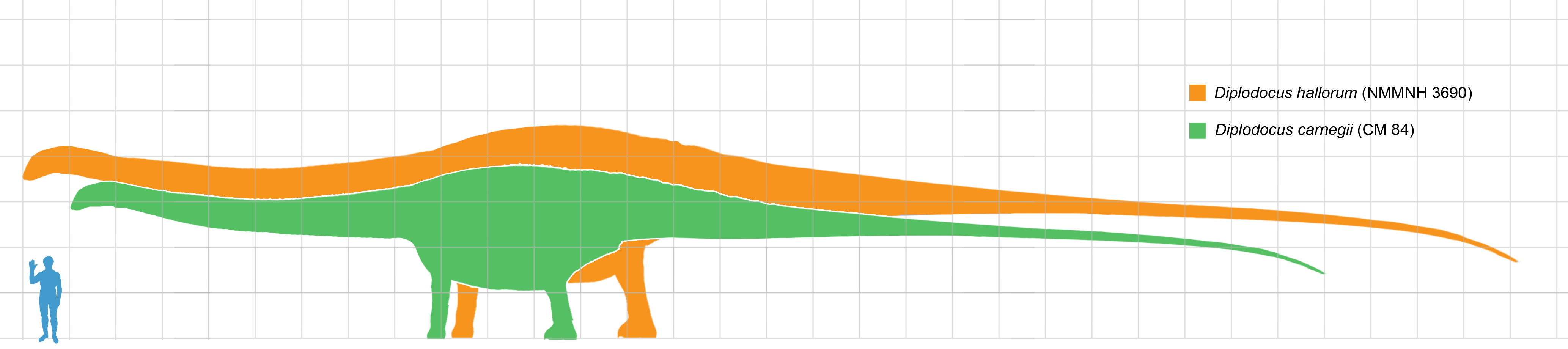
A Diplodocus és az ember méretének összehasonlítása

A Diplodocus az egyik legjobban ismert sauropoda, egy igen nagy, hosszú nyakú, négy lábon járó, ostorszerű farokkal rendelkező állat. Mellső lábai kissé rövidebbek voltak a hátsóknál, ezért a teste nagyjából vízszintesen helyezkedett el. Hosszú nyakú és farkú, négy, erős lábon álló csontváza mechanikailag egy függőhídra emlékeztet. A Diplodocus a leghosszabb, teljes csontváz alapján ismert dinoszaurusz. A D. hallorum részleges maradványai megnövelték a becsült hosszát, de nem olyan mértékben, ahogy arra korábban számítottak; az első leírása idején, 1991-ben, a felfedező, David Gillette 52 méteres hosszt állapított meg, amivel ez a nem vált a leghosszabb ismert dinoszaurusszá (nem számítva a különösen kevés maradvány által ismerteket, például az Amphicoeliast). Egy tömegbecslés 113 (vagy inkább csak 50) tonnás tömeget valószínűsített. Ez az áttekintés azokon az újabb felfedezéseken alapult, amelyek megmutatták, hogy az óriási farokcsigolyák valójában előrébb helyezkedtek el a farkon, mint ahogy azt Gillette eredetileg gondolta. A tanulmány kimutatta, hogy a pittsburghi Carnegie Természetrajzi Múzeum (Carnegie Museum of Natural History) teljes, a Seismosaurus tömegbecsléséhez felhasznált Diplodocus csontvázának 13. farokcsigolyája egy másik dinoszaurusztól származik, ezért a Seismosaurus tömegét 30%-kal túlbecsülték. Bár az olyan dinoszauruszok, mint a Supersaurus valószínűleg hosszabbak voltak, ezen állatok fosszilis maradványai azonban csak töredékesek.

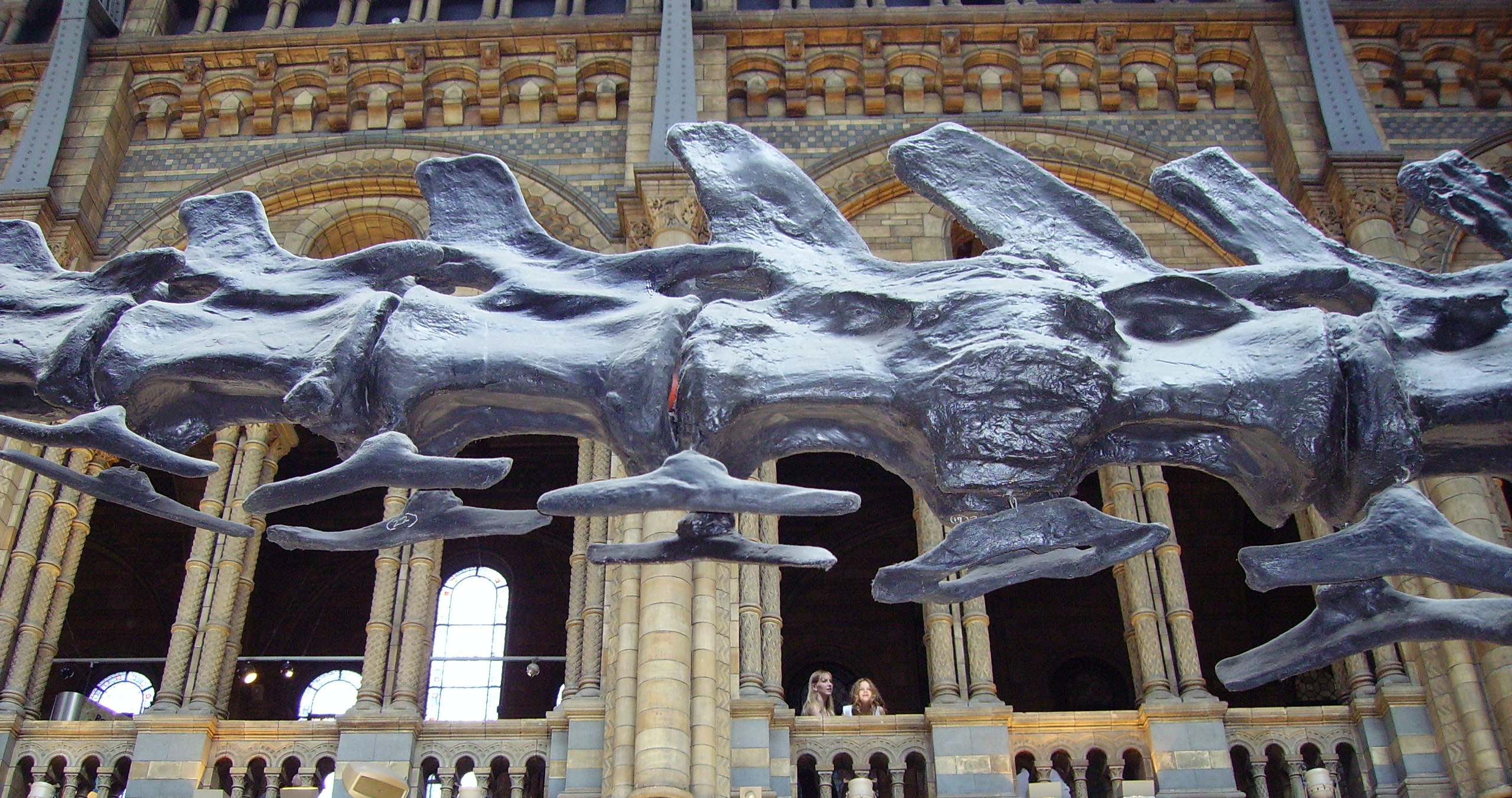
A D. carnegii londoni Természetrajzi Múzeumban (Natural History Museum) őrzött farokcsigolyái, az alul látható „dupla gerendákkal”, melyekről a nem a nevét kapta

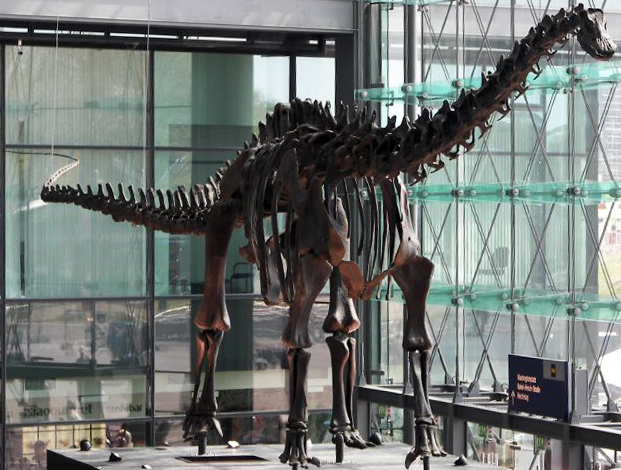
A Museum für Naturkunde gyűjteményébe tartozó D. carnegii csontváz másolat a múzeum felújítása alatt, 2007-ben a Berlin Hauptbahnhof ideiglenes kiállításán

A Diplodocus koponyája az állat 29–33,5 méteres testéhez és a hozzá tartozó 6 méteres nyakhoz viszonyítva nagyon kicsi, az agykoponya is kicsi volt. Kis, cölöpszerű fogai előrefelé álltak, és csak az állcsontok elülső részén helyezkedtek el. A nyak legalább tizenöt csigolyából állt, és jelenleg úgy vélik, hogy a talajjal párhuzamosan helyezkedett el, és a vízszintes helyzetnél nem is lehetett sokkal magasabbra emelni. A modern tömegbecslések (a D. hallorumot leszámítva) 10 és 16 tonna közötti testtömeget valószínűsítenek, például 10, 11,5, 12,7, illetve 16 tonnát.
A Diplodocus farka rendkívül hosszú volt, körülbelül 80 csigolyából állt, ami nagyjából a kétszerese annak, ami a korábbi sauropodáknál ismert (például a Shunosaurus esetében 43), és jóval több, mint amennyi a kortárs macronariákra jellemző (például a Camarasaurusnál 53). A feltételezés szerint az állat védelmi célra vagy zajkeltésre használhatta (ostorhoz hasonló pattanó hangot hallatva vele). A farok a nyak kiegyensúlyozására is szolgálhatott. A testrész középső részén helyezkedtek el a „dupla gerendák” (az alsó részen levő különös formájú csontok, melyekről a Diplodocus a nevét kapta). Ezek a csontok támogathatták a csigolyákat, illetve megelőzhették a véredények sérülését abban az esetben, ha a súlyos farok a föld felé nyomódott. A „dupla gerendák” a Diplodocus rokonságába tartozó dinoszauruszoknál is megtalálhatók.
Más sauropodákhoz hasonlóan a mellső láb nagy mértékben módosult, az ujjak és a kézközépcsontok függőleges oszlopokba rendeződtek, lópata formájú keresztmetszetet eredményezve. A Diplodocus lábujjairól egy kivétellel hiányoztak a karmok, az egyetlen karom az állat rokonságába tartozó sauropodáktól eltérően szokatlanul megnagyobbodott, két oldalról lapossá vált, és elkülönült a lábujjcsonttól. A különös, megváltozott karom funkciója nem ismert.

## Felfedezések és fajok
1878 és 1824 között több Diplodocus fajról készült leírás. Az első csontvázat Benjamin Franklin Mudge és Samuel Wendell Williston fedezte fel a wyomingi Como Bluffban, 1878-ban, és Othniel Charles Marsh-tól a Diplodocus longus nevet kapta (a longus jelentése 'hosszú'). A Diplodocus maradványait azóta az Egyesült Államok nyugati részén levő Morrison-formációban is megtalálták, Colorado, Utah, Montana és Wyoming államok területén. Az állat fosszíliái gyakoriak, a koponyát leszámítva, ami gyakran még az egyébként teljes csontvázakról is hiányzik. A típusfaj, a D. carnegii azonban a legteljesebb ismert faj, és híres a csontvázáról készült másolatokról, melyek világszerte sok múzeumban megtalálhatók.
A két Morrison-formációból előkerült sauropodanem, a Diplodocus és a Barosaurus lábcsontjai nagyon hasonlóak. A múltban sok olyan különálló csontot automatikusan a Diplodocushoz kapcsoltak, amelyek talán valójában a Barosaurushoz tartoztak. A Diplodocus fosszilis maradványait a Morrison-formáció 5-ös sztratigráfiai zónájában találták meg.

### Érvényes fajok

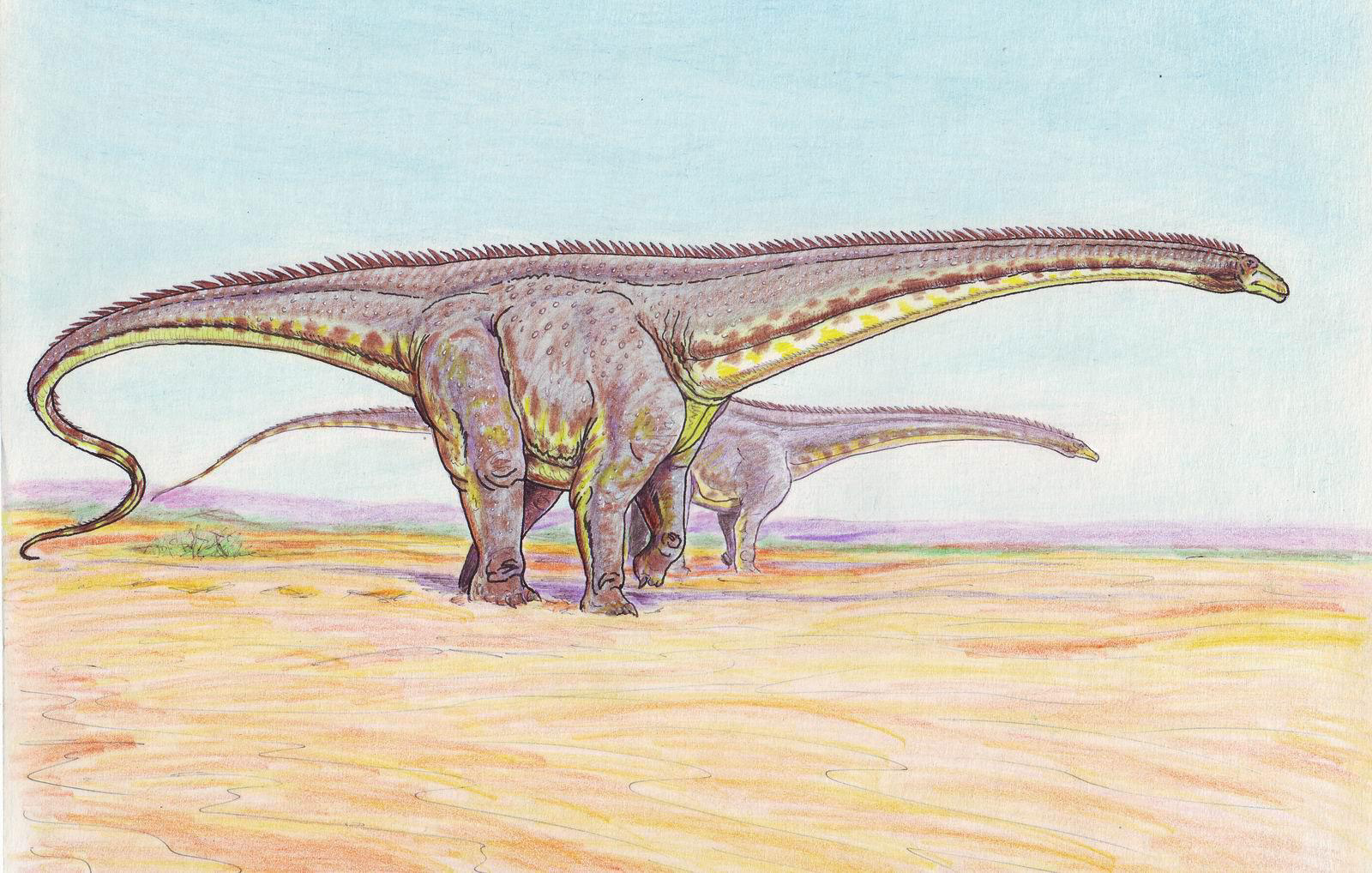
D. longus

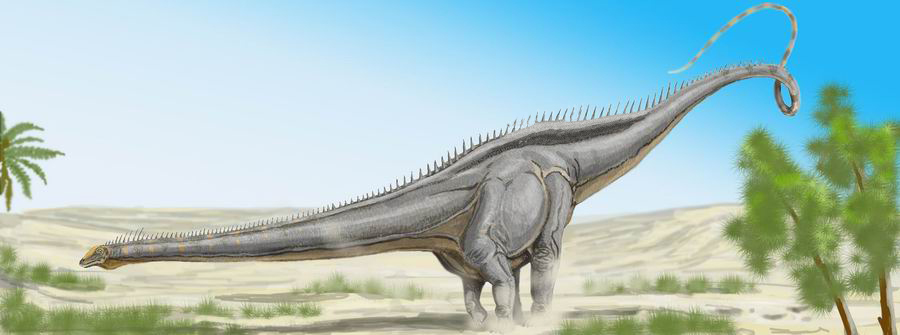
D. hallorum (korábbi nevén Seismosaurus)

- A D. longus, a típusfaj, a Morrison-formáció Colorado és Utah állambeli részeiről került elő.[25]
- A D. carnegii (más írásmód szerint D. carnegiei) a nevét Andrew Carnegie-ről kapta. A Carnegie Természetrajzi Múzeumnál (Carnegie Museum of Natural History) dolgozó Jacob Wortman bukkant rá majdnem teljes csontvázára, ami alapján ez vált a legismertebb fajjá. 1901-ben John Bell Hatcher nevezte el és készített róla leírást.
- A D. hallorumról 1991-ben Gillette készített először leírást Seismosaurus halli néven, egy csigolyákból, medencéből és bordákból álló fosszília alapján. George Olshevsky később megpróbálta kijavítani a nevet S. hallorumra, az eredeti név nyelvtani hibájára hivatkozva, ajánlását pedig más szerzők, például Ken Carpenter is követték.[6] 2004-ben az Amerikai Geológiai Szövetség (Geological Society of America) az éves konferenciájáról szóló kiadványában a Seismosaurust a Diplodocus fiatal szinonimájává tette.[26] Ezt 2006-ban egy jóval részletesebb írás követte, mely nem csak átnevezte a Diplodocus hallorumot, de felvetette annak lehetőségét is, hogy megegyezik a D. longusszal.[27] A Supersaurus új leírását készítő szerzők elfogadták azt az állítást, hogy a D. hallorum a D. longus példánya, megcáfolva a Seismosaurus és a Supersaurus egyezéséről szóló elméletet.[28]

#### Kivont faj
- A D. hayi egy részleges csontváz alapján ismert, melyet H. Utterback fedezett fel 1902-ben, a wyomingi Sheridan közelében. 1924-ben készült róla leírás.[29] 2015-ben Tschopp és társai áthelyezték a Galeamopus nevű rokon nembe.[30]

### Kétséges fajok(Nomina dubia)
- A D. lacustris egy Marshtól, 1884-ből származó kétséges név (nomen dubium), ami egy, a coloradói Morrisonból származó kis méretű állat maradványaira vonatkozik.[31] Ezeket a maradványokat jelenleg inkább egy kifejletlen állaténak tartják, mint egy külön fajénak.[32]

## Ősbiológia
A csontfosszíliák bőségének köszönhetően a Diplodocus a legnagyobb mértékben tanulmányozott dinoszauruszok egyike. Az életmódjával kapcsolatban több szempontból is különféle elméletek születtek az évek során.

### Élőhely
Marsh, majd később John Bell Hatcher úgy vélte, hogy az állat vízi életmódot folytatott, mivel az orrnyílásai a koponyája tetején helyezkedtek el. A többi nagy méretű sauropodával, például a Brachiosaurusszal és az Apatosaurusszal kapcsolatban ugyanígy vízi életmódot feltételeztek. Kenneth A. Kermack 1951-ben készült tanulmánya azonban kimutatta, hogy a sauropodák valószínűleg nem lettek volna képesek az orrlyukaikon át lélegezni, amikor a testük a víz alatt volt, mert a mellkasukra ható nyomás túl nagy lehetett. Az 1970-es évektől az általános megegyezés szerint a sauropodák egyértelműen szárazföldi állatok voltak, melyek a fákat, bokrokat és a harasztokat legeltek.

### Testhelyzet
A Diplodocus testhelyzetének ábrázolása nagymértékben megváltozott az évek során. Például egy 1910-ben készült klasszikus rekonstrukció két Diplodocust ábrázol a gyíkokéhoz hasonlóan, ferdén álló lábakkal, egy folyó partján. Hay szerint az állat lábai terpesztett, gyíkszerű pózban, nagy mértékben szétnyitva álltak, és ezt Gustav Tornier is így gondolta. Ezt az elméletet azonban W. J. Holland megkérdőjelezte, bemutatva, hogy a terpeszben álló Diplodocusnak egy árokra lett volna szüksége ahhoz, hogy a hasát mozgatni tudja. Az 1930-as években felfedezett sauropoda lábnyomok végleg idejétmúlttá tették Hay elméletét.
Később a diplodocidákat gyakran jelenítették meg magasan a föld felett tartott nyakkal, ami lehetővé tette volna, hogy a fákról legeljenek. A számítógépes modelleket felhasználó tanulmányok megmutatták, hogy a nyak semleges helyzete inkább a vízszintes volt, mint a függőleges, és Kent Stephens és más tudósok ez alapján kijelentették, hogy a sauropodák, a Diplodocust is beleértve, nem emelték a vállaiknál magasabbra a fejüket. A további tanulmányok azonban kimutatták, hogy a jelek szerint, a szokványos éber helyzetben az összes négylábú nyaka a lehetséges maximális függőleges pózban áll, ami a sauropodákra is igaz lehetett, figyelmen kívül hagyva a lágy szövet anatómiájuk szerinti ismeretlen jellemzőit, melyek elhatárolják ezeket az állatokat a többitől. A tanulmányban szereplő sauropodamodellek egyike a Diplodocusé, ami nyugvó helyzetben a nyakát a vízszintes alatt, 45 fokos szögben tartja.
A rokonságába tartozó nemmel, a Barosaurusszal együtt a Diplodocus hosszú nyaka sok vita forrása a tudósok között. 1992-ben a Columbia Egyetem tanulmánya a diplodocidák nyakának szerkezetéről kimutatta, hogy a leghosszabb nyakhoz valószínűleg 1,6 tonnás szív kellett volna – ez az állat tömegének egytizede. A tanulmány felvetette, hogy az ilyen állatok talán a nyakukban kezdetleges párhuzamos „szívekkel” rendelkeztek, melyek célja a vér következő „szívbe” való felpumpálása volt.
Míg a hosszú nyakat hagyományosan a táplálkozáshoz való alkalmazkodásként értelmezik, egy új keletű tanulmány szerint a Diplodocus és rokonai túlméretezett nyaka talán elsősorban szexuális jelzésre szolgált, az evés elősegítése pedig másodlagos cél lehetett.

### Táplálkozás

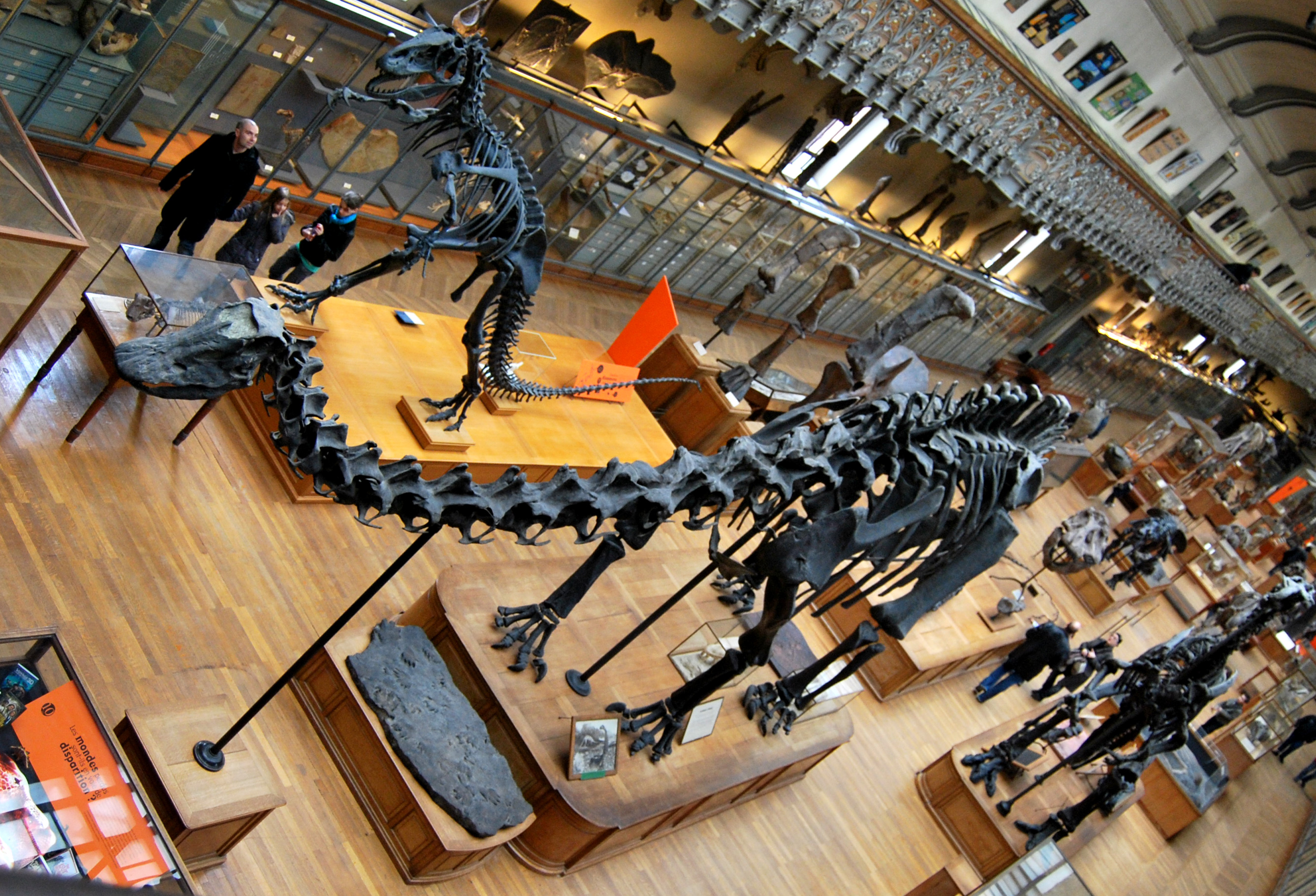
W. J. Holland Diplodocus másolata a Párizsi Természetrajzi Múzeumban

A Diplodocus fogai nagyon szokatlanok a többi sauropodához képest. A koronák hosszúak és keskenyek, a keresztmetszetük ellipszis formájú, míg a felső részük tompa háromszög alakú. A legkopottabb felület a felső, ám eltérően attól, ami a többi sauropodánál megfigyelhető, a Diplodocusnál a kopási minták a felső és alsó fogsor ajakhoz (pofához) közeli részén találhatók. Ez azt jelenti, hogy a Diplodocus és a többi diplodocida táplálkozási mechanizmusa radikálisan eltért az egyéb sauropodákétól. A Diplodocusnál az evés legvalószínűbb módja az ágak egyoldalú letépése lehetett, ami magyarázattal szolgál a fogak (növényi anyagokkal történő érintkezéséből eredő) szokatlan kopási mintára. Az egyirányú ágletépésnél az egyik fogat az állat a levelek ágról való lemetszésére használhatta, míg a másik az ág vezetésére és stabilizálására szolgálhatott. A koponya meghosszabbodott szem előtti részével az ág nagyobb részét lehetett lehántani egyetlen mozdulattal. Az alsó állkapocs hátrafelé történő elmozdulásának szerepe lehetett a táplálkozás két fontos szabályában: 1) nagyobbra tátható száj 2) lehetővé válik a fogsorok relatív elhelyezkedésének finom növelése, ami könnyebbé teszi az ágak lehántását.
Az oldalirányban és hátrafelé hajlékony nyakkal és feltehetően a farok használatával az állat felágaskodhatott a hátsó lábaira, így a Diplodocus képes lehetett több szinten (kis, közepes és nagy magasságban), akár a talajtól 10 méterre is legelni. A nyak mozgástere lehetővé tehette, hogy a fej a test szintje alatt legeljen, ami egyes tudósokat arra a következtetésre vezetett, hogy a Diplodocus talán a folyók medreiben lévő, víz alatti növényeket fogyasztott. A mellső és hátsó lábak relatív elhelyezkedése támogatja ezt az elképzelést. Emellett a cölöpszerű fogak is alkalmasak lehettek a vízinövények lelegelésére.

### Egyéb anatómiai szempontok

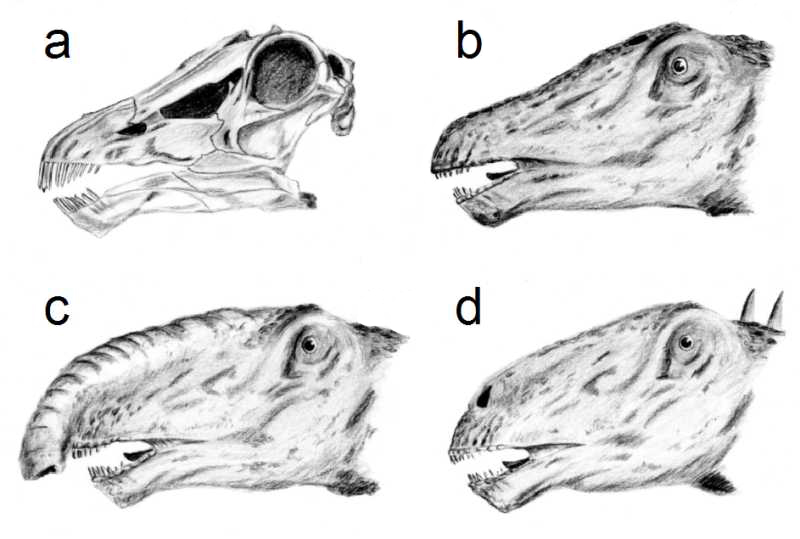
a) A koponya, b) a fej klasszikus ábrázolása, felül elhelyezkedő orrlyukakkal, c) feltételezett ormánnyal, d) modern ábrázolás alacsonyan levő orrlyukakkal és egy feltételezett rezonátor kamrával

A Diplodocus fejét sokszor felül elhelyezkedő orrlyukakkal ábrázolják, mivel a koponyán levő orrnyílások is ott találhatók. E felépítés kapcsán felmerült, hogy a Diplodocusnak talán ormánya volt. Egy új keletű tanulmány szerint az ormányra vonatkozóan nincs ősneuroanatómiai bizonyíték. Megjegyezte, hogy az arcidegnek egy elefántszerű ormánnyal rendelkező állatnál elég nagynak kell lennie ahhoz, hogy idegekkel lássa el az ormányt. A bizonyíték alapján a Diplodocus arcidege azonban nagyon kicsi volt. Lawrence Witmer 2001-es tanulmánya kimutatta, hogy amíg a nagy orrnyílások a fej felső részén voltak, addig a húsos orrlyukak lejjebb, a pofán helyezkedtek el. Witmer szerint a sauropodák mellett a hadrosaurinák és a ceratopsidák is hasonló orrlyukakkal rendelkezhettek. Ugyanakkor a kövületeken az is megfigyelhető, hogy az evolúció során a sauropodák orrnyílásai a koponyán egyre feljebb kerültek. Ez a tulajdonság a Macronaria csoport tagjainál vált általánossá.
Az újabb felfedezések alapján felmerült, hogy a Diplodocus és a többi diplodocida hátán olyan keskeny, hegyes szarutüskék futhattak végig, amilyenek a modern leguánnál is megfigyelhetők. Ez radikálisan eltér a modern rekonstrukcióktól, például attól, ami a Dinoszauruszok, a Föld urai című sorozatban látható. Nem tudni, hogy pontosan hány diplodocidára volt jellemző ez a tulajdonság, és hogy más sauropodáknál megtalálható volt-e.

### Szaporodás és növekedés
Bár nincs bizonyíték a Diplodocus fészkelési szokásaira, más sauropodákkal, például a titanosaurusok közé tartozó Saltasaurusszal kapcsolatban fedeztek fel fészkelőhelyeket. A titanosaurus fészkelőhelyek azt jelzik, hogy a tojásokat az állatok nagy területen, sok sekély, növényekkel lefedett üregbe rakhatták le. Lehetséges, hogy a Diplodocus ugyanígy járt el. A Dinoszauruszok, a Föld urai bemutat egy tojásrakó pozícióban álló nőstényt, de ez pusztán a tényekhez kapcsolódó spekuláció.
Több csont hisztológiai tanulmány alapján a Diplodocust más sauropodákkal együtt nagyon gyors növekedési arány jellemezte, így a példányai tíz éven belül elérték a nemi érettséget, majd tovább folytatták a növekedést az életük végéig. Korábban úgy gondolták, hogy a sauropodák lassan növekedtek, így évtizedekig tartott, amíg ivaréretté váltak.

## Osztályozás
A Diplodocus a Diplodocidae család típusneme és egyben névadója. A család tagjai, bár szintén súlyosak, más sauropodáknál, például a titanosaurusoknál és a brachiosauridáknál jóval könnyebb felépítésűek. Mindegyikükre jellemző a hosszú nyak és farok, a vízszintes testhelyzet és a hátsóknál rövidebb mellső lábak. A diplodocidák aranykora a késő jura időszakban volt Észak-Amerika és talán Afrika területén, és úgy tűnik, hogy a csoportot ökológiailag a titanosaurusok váltották fel a kréta időszak során.
A Diplodocinae alcsaládot a Diplodocus és közeli rokonai, például a Barosaurus számára hozták létre. Ez a nem távolabbi rokonságban áll kortársával, az Apatosaurusszal, amely szintén diplodocida, de nem a Diplodocinae, hanem az Apatosaurinae alcsalád tagja. A portugáliai Dinheirosaurust és az afrikai Tornieriát egyes szerzők szintén a Diplodocus közeli rokonaiként azonosították.
A Diplodocoidea öregcsalád magába foglalja a diplodocidákat, a dicraeosauridákat, a rebbachisauridákat, a Suuwassea-t, az Amphicoeliast, feltehetően a Haplocanthosaurust és/vagy a nemegtosauridákat. Ez a klád a Camarasaurus, a brachiosauridák és a macronaria titanosaurusok testvércsoportja. E csoportok együtt alkotják a Neosauropoda kládot, a legnagyobb, legelterjedtebb és legsikeresebb sauropodomorpha dinoszaurusz csoportot.

## Popkulturális hatás

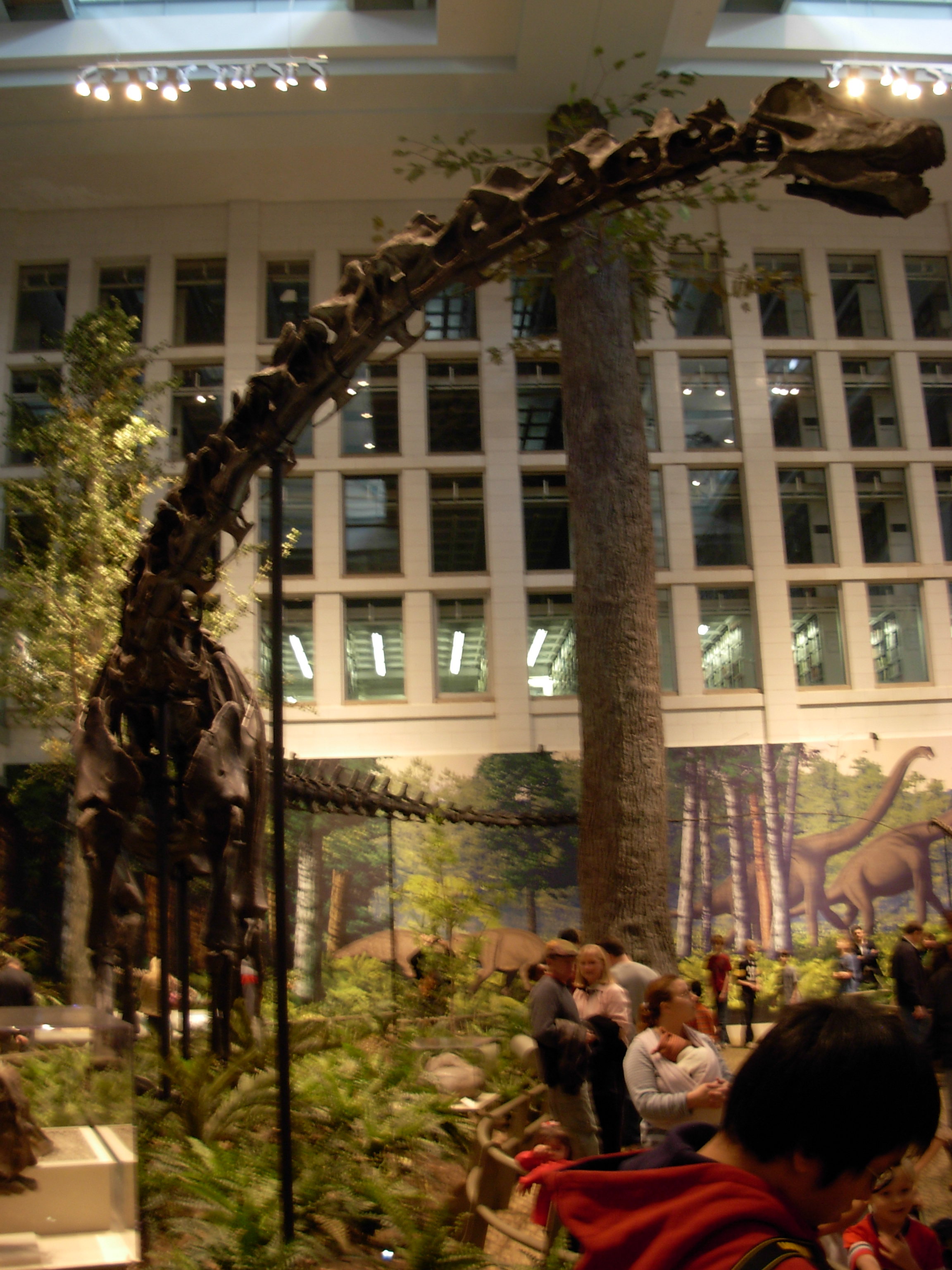
A Carnegie Múzeum eredeti D. carnegii csontváza

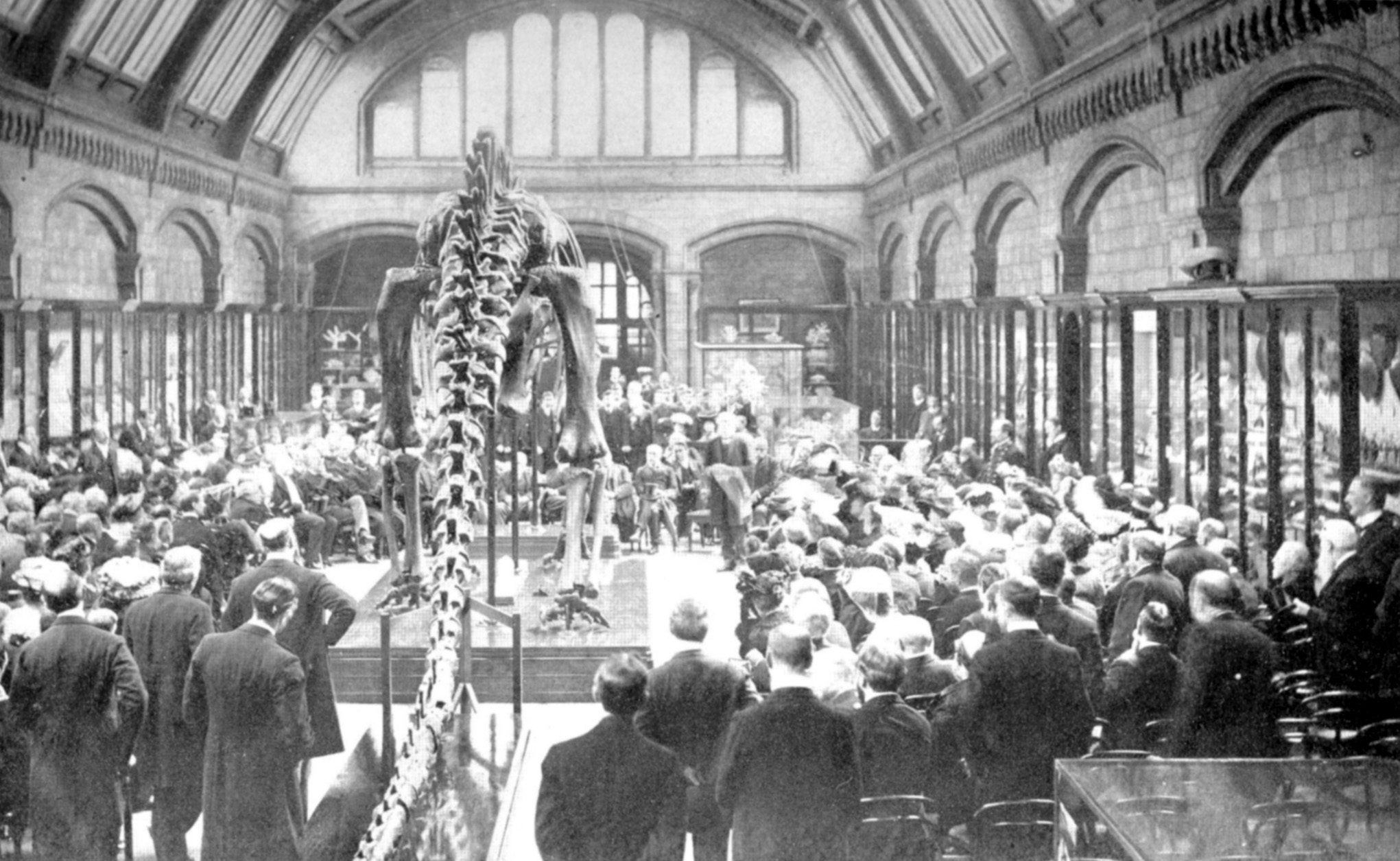
Lord Avebury beszéde a D. carnegii első másolatának bemutatásán, a Brit Természetrajzi Múzeumban, 1905. május 12-én

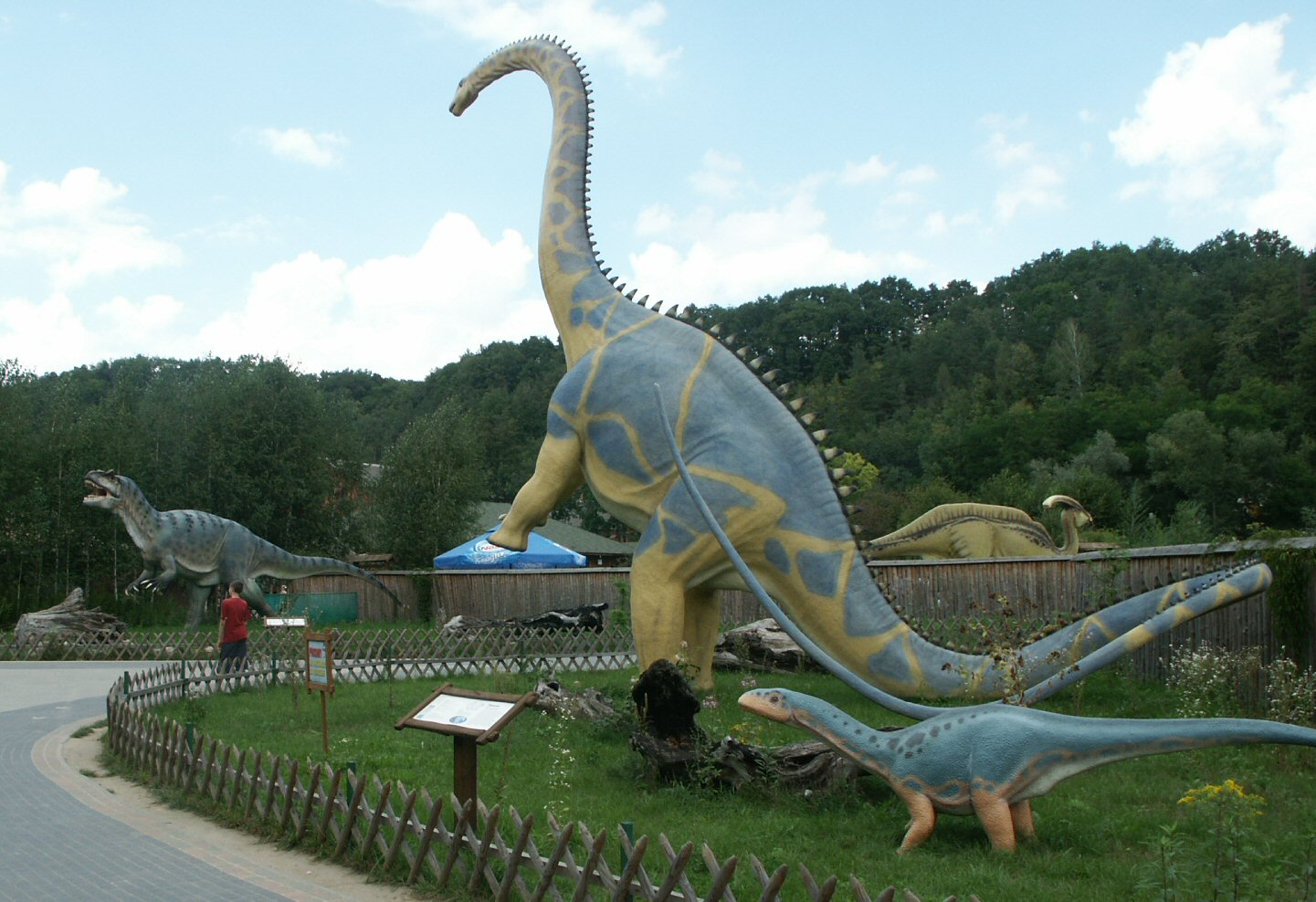
A Diplodocus felágaskodó életnagyságú modellje a lengyelországi Bałtów Jurassic Parkban

A Diplodocus híres és sokat ábrázolt dinoszaurusz, melyet a többi sauropodánál jóval több helyen állítottak ki. Ez valószínűleg a számos csontvázmaradványnak és az egykori leghosszabb dinoszaurusz státusznak köszönhető, de az Andrew Carnegie iparmágnás anyagi hozzájárulásával, a 19. század elején világszerte felállított csontvázöntvények is jelentősen hozzájárultak a nem népszerűvé válásához. A Diplodocus csontvázak öntvényei még ma is sok múzeum kiállításának részét képezik, köztük látható a Houstoni Természettudományi Múzeumban (Houston Museum of Natural Science) levő D. hayi és a sok helyen megtalálható D. carnegii is.
Carnegie, illetve a trösztje által adományozott csontvázak:
- Pittsburgh, Carnegie Természetrajzi Múzeum (Carnegie Museum of Natural History) (eredeti, először kiállítva: 1904, átadva: 1907)
- London, Természetrajzi Múzeum (Natural History Museum) (másolat, átadva: 1905. május 12.)
- Berlin, Természetrajzi Múzeum (Museum für Naturkunde) (másolat, átadva 1908. május elején)
- Párizs, Természetrajzi Múzeum (Muséum national d'histoire naturelle) (másolat, átadva: 1908. június 15.)
- Bécs, Természetrajzi Múzeum (Naturhistorisches Museum) (másolat, átadva: 1909)
- Bologna, Őslénytani és Geológiai Múzeum (Museo di Paleontologia e Geologia) (másolat, átadva: 1909). A csontvázhoz tartozó koponyákról készült (második generációs) másolatok megtekinthetők Milánó és Nápoly múzeumaiban is.
- Szentpétervár Az Orosz Tudományos Akadémia Zoológiai Múzeuma (Zoologicseszkij muzej Zoologicseszkogo instituta RAN) (másolat, átadva: 1910)
- Madrid, Nemzeti Természettudományi Múzeum (Museo Nacional de Ciencias Naturales) (másolat, átadva: 1911)
- Buenos Aires, Museo de la Plata (másolat, átadva: 1912)
- Mexikóváros Őslénytani Múzeum (Museo de Paleontología) (másolat, átadva: 1929)
- Müncheni Őslénytani Múzeum (Paläontologisches Museum München) (másolat, átadva: 1932, jelenleg is látható)

Ez a projekt a 'nagy tudománnyal', a filantropizmussal és a kapitalizmussal társulva Európa-szerte felkeltette a nyilvánosság érdeklődését. A Kladderadatsch című német szatirikus hetilap költeményt jelentetett meg a dinoszaurusszal kapcsolatban:
[…] Auch ein viel älterer Herr noch muß 

Den Wanderburschen spielen

Er ist genannt Diplodocus‚ und zählt zu den Fossilen 

Herr Carnegie verpackt ihn froh 

In riesengroße Archen

Und schickt als Geschenk ihn so

An mehrere Monarchen […] 
(Fordítás: […] De lennie kell még egy sokkal öregebb úrnak is • Aki látja magát vándorolás közben • A neve Diplodocus és a fosszíliákhoz kötődik • Mr. Carnegie örömmel pakolta fel ezeket • Az óriási bárkákra • És így küldte el ajándékba • Több birodalom számára […])
A chicagói Field Természetrajzi Múzeumban (Field Museum of Natural History) egy másik D. carnegii található, Németországban, a frankfurti Senckenberg Naturmuseumban pedig egy D. longust állítottak ki egy több példányból összeállított csontvázat, amely 1907-ben az Amerikai Természetrajzi Múzeum (American Museum of Natural History) ajándékaként érkezett. A D. longus felállított és még teljesebb csontvázát őrzi a washingtoni Smithsonian Nemzeti Természetrajzi Múzeum (National Museum of Natural History), az Új-Mexikói Természetrajzi és Tudományos Múzeum (New Mexico Museum of Natural History and Science) pedig a D. longusszal feltehetően azonos D. hallorum (korábbi nevén Seismosaurus) fosszíliáját őrzi.
A Diplodocus a dinoszauruszokkal kapcsolatos dokumentum- és játékfilmekben egyaránt gyakran szerepel, ez utóbbiak közül Winsor McCay 1914-es klasszikusában, a Gertie the Dinosaur (Gertie, a dinoszaurusz) című animációs filmben tűnt fel elsőként. Látható a BBC díjnyertes, Dinoszauruszok, a Föld urai című dokumentumfilm-sorozatának második részében is. A Titánok kora egy szimulált, 152 millió évvel ezelőtti Diplodocus életét követi nyomon. A Fantázia The Rite of Spring (Tavaszi áldozat) című szakaszában több animált sauropoda bukkan fel, melyek közül a keskenyfejűeket talán a Diplodocusról mintázták. Az irodalomban a James A. Michener Centennial című regénye kapcsolódik a Diplodocushoz, egy fejezetet szentelve az állatnak, amely elmeséli egy példány élettörténetét.
A Diplodocus gyakran látható a dinoszaurusz játékszerek és modellek sorában. A Carnegie Collection sorozatban két különböző figura is található.

## Fordítás
- Ez a szócikk részben vagy egészben a Diplodocus című angol Wikipédia-szócikk ezen változatának fordításán alapul.  Az eredeti cikk szerkesztőit annak laptörténete sorolja fel. Ez a jelzés csupán a megfogalmazás eredetét és a szerzői jogokat jelzi, nem szolgál a cikkben szereplő információk forrásmegjelöléseként.